# Формація Гоугоу
18°18′ пд. ш. 126°30′ сх. д. / 18.3° пд. ш. 126.5° сх. д.
Форма́ція Го́го (англ. Gogo Formation) — геологічна формація (формація, стратиграфічний підрозділ) верхньодевонського віку (живетське — франське геологічне століття, близько 390—370 млн років тому) в окрузі Кімберлі (Західна Австралія). Відома скам'янілостями тварин, які населяли древні рифи і добре збереглися.
Породи цієї формації є чорними та сірими сланцями і алевролітами з лінзами й конкреціями вапняку. Ці конкреції міцніші від вміщуючих порід і залишаються на поверхні після їх руйнування. Максимальна потужність порід Гого дорівнює 430 м.
Ці породи були відкладені неподалік від тропічного коралового рифа, але в глибокій воді й в умовах низького вмісту кисню. Це запобігало швидкому розкладанню решток організмів. Навколо них формувалися тверді вапнякові конкреції. Для виявлення решток, що збереглися, палеонтологи проводять хімічне препарування вапняку слабким розчином кислоти. Це дозволяє виявити тонкі структури, включаючи відбитки м'яких тканин.
У породах формації Гоугоу збереглися багато організмів, що населяли довколишній риф. До теперішнього часу там знайдено близько 45 тривимірних решток риб, зокрема, лопастепера риба Gogonasus і панцирна риба Materpiscis.
Риф, де жили ці організми, був побудований в основному водоростями і строматопоратами. Зараз він стоїть кручею в пустелі (формація Windjana). Він був виявлений 1940 року палеонтологом Куртом Тейчертом, який знайшов перші викопні рештки риб.